# Kid sur l'île piège
 (décembre 2013).
Pour plus de détails, voir Fiche technique et Distribution.
Kid sur l'île piège (trad. litterale) (名探偵コナン ～KID in TRAP ISLAND～, Meitantei Conan: Kid in Trap Island) est le dixième OAV de l'anime tiré du manga Détective Conan.

## Synopsis
Kaito Kid a réussi à voler un diamant inestimable. Lors de son évasion, les Détectives Juniors (Genta, Mitsuhiko et Ayumi) parviennent à le mettre à terre et le capturer, mais ils ne savent pas qu'ils se trouvent dans une forêt dangereuse, remplie d'animaux sauvages. Avec son apparence de Shinichi Kudo, Kid arrive à s'en sortir de justesse. Maintenant, ils doivent trouver un moyen de sortir de l'île.
Kaito Kid a l'intention de dérober un diamant d'une valeur de 100 000 000 ¥ appartenant à Shinzou Nezu, le président de la société Nezu. Comme d'habitude, Ginzou Nakamori met en place des mesures de sécurité drastiques dans l'île de Koyakejima où le diamant a été entreposé. En utilisant la lumière d'un phare, Kid (alias Kaito Kuroba si on suit la logique de Magic Kaito) aveugle les policiers et en profite pour subtiliser le diamant. Il se sauve, mais Conan réussit à le retrouver. 
Kaito parvient à s'échapper, grâce à son deltaplane. Conan est sur le point de le suivre quand il aperçoit le président et son secrétaire Nazu Yagami dans un ascenseur, qui sourient alors qu'ils viennent de se faire voler. Conan les suspecte alors d'avoir participé à ce cambriolage. Pendant ce temps, Kaito est sur le chemin du retour, mais les Détectives Juniors avaient mis en place un plan visant à le capturer mais tout ne se passe pas comme prévu : il tombe et s'écrase sur un arbre dans une forêt. Laissant tout son équipement, il se cache derrière les buissons de peur qu'ils ne le retrouvent et le dénoncent aux autorités. Voyant un cobra se tenant devant lui, il sort, paniqué. Trop tard, les Détectives Juniors l'aperçoivent. Croyant qu'il a été démasqué, Kaito prend peur. Mais il se rend compte que, à cause de son apparence, Mitsuhiko commence à penser qu'il rencontre le petit ami de Ran, Shinichi Kudo. Les Détective Juniors lui demandent alors de les aider à capturer le Kid.
Sort soudain de derrière les buissons, un énorme sanglier qui les poursuit jusqu'au fin fond de la forêt, où ils sont pris au piège. Conan, quant à lui, suit la voiture du président Nazu. Alors que Ran et Sonoko profitent de leur séjour à l'hôtel, Nakamori court toujours après le faux Kid.
Retour à l'île Trap, Kid, Genta, Ayumi et Mitsuhiko commencent à pique-niquer. Ayumi demande à Kaito ce qu'il veut manger et il répond : "Tout sauf du poisson. Je ne peux pas les supporter". Les DB commencent alors à rire et disent qu'on dirait qu'il en a peur (petite référence à Magic Kaito). Ensuite, on les voit dans une sorte de train - ils pensent qu'ils sont alors en sécurité et qu'ils pourront rentrer à leur hôtel - jusqu'à ce que Kaito remarque que la direction du train a soudainement changé vers un précipice. Ce qui fait que le train s'envole et ils tombent par terre. Sauf que Kaito a, en essayant de protéger les enfants, laissé tomber accidentellement le bijou volé. Les enfants sont ébahis devant le bijou, et à ce moment, Kaito découvre que c'est un faux. Il remarque d'ailleurs une caméra dans la forêt et pense qu'ils sont surveillés. Au cours de leur dangereux périple, ils rencontrent trois crocodiles qui sont sur le point de les attaquer. Mais grâce à son agilité, Kaito bâillonne les crocodiles et les enfants arrivent à s'en sortir. Pas le temps de se reposer ! Ils sont poursuivis à nouveau par un sanglier. Ils débouchent devant une cabane et décident d'entrer à l'intérieur.
Kaito et les Détectives Juniors découvrent, avec stupéfaction, une salle pleine de bijoux contrefaits, d'œuvres d'art et des armes de contrebande appartenant à l'entreprise du président Shinzou Nezu. Malheureusement, lui et son secrétaire entrent dans la cabane alors que Kaito et les enfants ne sont pas encore sortis. Le président décide donc de les éliminer car ils représentent à ses yeux des témoins gênants pour leurs affaires. Mais Conan, qui les a suivi, intervient en gonflant un ballon que Kaito perce avec son pistolet. Puis Conan arrive avec son skate-board et assomme quelques complices et endort le secrétaire. Le président essaye de s'enfuir, mais Kaito envoie une carte qui fait tomber le vrai bijou de sa poche. Et quand il essaye de le ramasser, il est encore assailli sous les cartes envoyées par Kaito. Donc il s'enfuit vers sa voiture, mais le sanglier de tout à l'heure arrive et l'assomme. Quelques minutes plus tard, la police arrive et les emmène au commissariat...
Plus tard, on voit Kaito regarder la vraie larme d'Artémis sous la lune pour voir si Pandore n'est pas à l'intérieur. Mais Conan arrive et ils commencent à parler. Conan décide de laisser Kaito partir car il a sauvé ses amis. L'autre lui renvoie la pierre, et pendant que Conan est occupé à l'attraper, Kaito s'éclipse.

## Fiche technique
- Titre : Kid sur l'île piège
- Réalisation : Kōjin Ochi
- Pays :  Japon
- Genre : Animation et policier
- Durée : 25 minutes
- Dates de sortie : 
  -  Japon : 2010

## Commentaires
Après le générique, on voit le président ainsi que son secrétaire monter dans un bateau de police. Puis, les DB ainsi que Sonoko et Ran dans l'hôtel en train de parler vaguement de l'affaire. Ran se lève et dit qu'elle s'en va pour trouver Shinichi qui doit être encore sur l'île. Bien sûr, c'est parce qu'elle ne sait pas que Kaito était déguisé en Shinichi. Puis, dans la dernière scène, on voit Kaito en train de ramer sur une barque au beau milieu de l'océan et demandant à Jii de venir l'aider. Mais un poisson saute et atterrit sur ses genoux, ce qui provoque son hystérie.
Dans ce texte ainsi que dans l'OAV, il y a beaucoup de référence à Magic Kaito. Pour les comprendre, allez sur l'article concerné.